# Cirolana erodiae
Cirolana erodiae är en kräftdjursart som beskrevs av Bruce 1986. Cirolana erodiae ingår i släktet Cirolana och familjen Cirolanidae. Inga underarter finns listade i Catalogue of Life.